# Fatmomakke
Fatmomakke (Zuid-Samisch: Faepmie) is een gehucht binnen de Zweedse gemeente Vilhelmina. De omgeving van Fatmomakke is al eeuwen bewoond; er zijn opgravingen gevonden uit de steentijd en ijzertijd. Het gebied werd sindsdien bevolkt (en weer verlaten) door de Saami met hun rondtrekkende rendierkuddes. In de 17e eeuw probeerde men de mensen in dit gebied te kerstenen en kwamen er ook kolonisten vanuit het zuiden die het onherbergzame gebied introkken. In 1781 kwam er een gelegenheid tot beleving van het geloof; het was een speciaal ingericht huisje dat omgeven was door andere huisjes om een eventuele overnachting plaats te laten vinden. De kerstening ging dermate snel dat er snel een groter gebouw moest komen. In 1791 kwam de eerste kerk. Tussen 1881 en 1884 kwam er de huidige kerk. Tegenwoordig geeft het toegang tot het Marsfjället natuurreservaat. Het dorp heette vroeger ook wel Fadno-måkke en Fatmomack.